# Ахмед Салім I
Ахмед Салім (Салем, Салам) I ульд Мухаммад (араб. أحمد سالم ولد محمد لحبيب; д/н — 1873) — 15-й емір Трарзи в 1871—1873 роках.

## Життєпис
Походив з арабської династії ульд-ахмед ібн даман, гілки ульд-аль-шеркі. Старший син Мухаммада III та Фатьми, доньки Мухаммада, шейха клану ульд-даман. Про молоді роки обмаль відомостей. Після загибелі батька 1860 року разом з рідними братами постійно інтригував проти зведеного брата Сіді-Мбаїріки, що став новим еміром. 1864 року вони навіть зверталися до французької влади в Сен-Луї з пропозицією повалити еміра, але отримали відмову.
1871 року підкупивши візира Хаярума ульд Мухтар Сіді влаштував змову проти Сіді-Мбаїріки, якого було вбито. Невдовзі Ахмед Салім оголосив себе еміром.
Втім проти нього виступив інший зведений брат — Алі Діомбот, що в цей час перебував в Сент-Луї. З дозволу французів зібрав нові війська в області Ваало. Проти Ахмеда Саліма I виступило більшість шейхів роду ульд-ахмед бен даман. Також французи відмовилися допомогти емірові. Але Ахмеда Саліма I підтримав Бакар ульд Саїд Ахмед, емір Таганти. Але у битві біля Медрерди 1872 року війська Ахмеда Саліма I і Бакара зазнали нищівної поразки.
Тоді емір Трарзи перетягнув на свій бік Лат Діора, дамеля Кайору, що виступив проти Алі Діомбота, оскільки той був союзником французів. Внаслідок цього супротивник Ахмеда Саліма I зазнав відчутних невдач. Зрештою, отримавши підтримку від еміра Таганту, 1873 року Ахмед Салім I блокував загін Алі Діомбота. Той вже почав перемовини про капітуляцію. Але наступного дня з військом підійшов Мухаммад ібн Абу-Бакар, що раптово атакував табір еміра Трарзи, завдавши тому нищівної поразки. В результаті Ахмед Салім I загинув. Невдовзі вбито його рідних братів Брагіма Саліма і Лоббата. Новим еміром став Алі Діомбот.